# PV Телескопа
PV Телескопа — сверхгигант спектрального класса B в созвездии Телескоп. Является прототипом переменных звезд типа PV Телескопа. На 2008 год, существует 12 подтвержденных переменных этого типа.

## Свойства звезды
PV Телескопа показывает изменения радиальной скорости, которые, как считается, происходят из-за радиальных пульсаций, вызванных нестабильностью дважды ионизированного гелия. 
Сама звезда имеет видимую звёздную величину равную +9,3m. 
Несмотря на то, что масса звезды меньше солнечной, сама звезда светит в 25 000 ярче Солнца. Спектр звезды показывает более слабые линии водорода, чем у звёзд класса B и сильно усиленные линии гелия и углерода.

## Прототип переменных типа PV Телескопа
Переменные типа PV Телескопа — это гелиевые сверхгиганты, которые нерегулярно меняют свою яркость в пределах примерно 0,1m величины в масштабе времени от часов до дней. PV Телескопа является примером колебаний яркости в течение нескольких дней (обычно указывается 8–10 дней). Звезда может лежать на асимптотической ветви гигантов с температурными пульсациями (ТП-АВГ) или быть результатом слияния двух белых карликов .